# Oncis mortoni
Oncis mortoni is een slakkensoort uit de familie van de Onchidiidae. De wetenschappelijke naam van de soort is voor het eerst geldig gepubliceerd in 1984 door Britton.